# Nesseby
70°10′26″N 28°32′55″Ø / 70.17389°N 28.54861°Ø
Nesseby kommune (nordsamisk Unjárgga gielda, finsk Uuniemen kunta) ligger i Øst-Troms og Finnmark fylke i Norge. Den grænser i nord og vest til Tana, og i øst til Vadsø og Sør-Varanger. Kommunen har også en kort grænse til Finland i syd. Det officielle navn på kommunen har siden 26. april 1989 været Unjárga-Nesseby da kommunen som den 2. kommune i Norge fik et samisk navn. Kommunen er en 2-sproglig kommune hvor samisk og norsk er ligestillet.
Kommunen hører til forvaltningsområdet for samisk sprog.

## Folk fra Nesseby
- Andreas Nordvi († 1892)[1]
- Isak Saba, politiker, stortingsmand († 1921)
- Olav Dikkanen (1932-), politiker i Sametinget i Norge[2]
- Raimo Valle (1965–), politiker, statssekretær
- Kirsti Bergstø (1981–), politiker, stortingsrepræsentant, statssekretær, voksede op i Nesseby
- Anathon Aall, professor i filosofi, grundlægger af Psykologisk institut